# Oprah Winfrey : Parlons Covid-19
Oprah's Book Club (série télévisée) The Oprah Conversation
Oprah Winfrey : Parlons COVID-19, Oprah Talk COVID-19 en version originale (anglais), est une série originale d'Apple avec l'animatrice et productrice Oprah Winfrey et divers invités, visant à informer sur la pandémie de Covid-19 née en décembre 2019.
La diffusion a commencé le 21 mars 2020, sur Apple TV+ et s'est achevé le 14 avril suivant.

## Contexte
Ce talk show par visioconférence est animé par Oprah Winfrey, qui reçoit pour chaque épisode un ou plusieurs intervenants pour parler des conséquences de la pandémie de Covid-19 sur leurs activités et leurs vie personnelle.

## Distribution
Sauf indication contraire, les informations mentionnées dans cette section peuvent être confirmées par la base de données cinématographiques IMDb,  présente dans la section « Liens externes ».

### Principale
- Oprah Winfrey : créatrice, animatrice, productrice
- Tara Montgomery : productrice
- Corinne Gilliard : productrice
- Christina Adams : productrice

### Invités
- Idris Elba
- Sabrina Dhowre
- Pasteur Wintley Phipps
- Monica Maggioni
- Dr. Marco Vergano
- DJ D-Nice
- Anthony Ray Hinton
- Dr. Edith Eva Eger
- José Andrés
- Claire Babineaux-Fontenot
- Dr. Jon Kabat-Zinn
- Emily Fawcett
- Xenia Greene
- Idara Inokon
- Amy Finnegan
- Donnella James
- Dr. Bruce Perry
- Shaka Senghor

## Production

### Développement
La série Oprah Winfrey : Parlons COVID-19 rompt avec le cycle de diffusion classique d'Apple TV+. Tout d'abord, elle arrive dans un contexte de pandémie, et elle fut réalisée rapidement, de manière à informer au plus vite les populations. Cela peut se remarquer par le fait que la série a commencé sa diffusion un samedi, que les épisodes sortent n'importe quel jour de la semaine (tandis que toutes les autres séries du service sortent exclusivement le vendredi) et que treize épisodes ont été produits, et mis en ligne rapidement, entre le 21 mars et le 14 avril 2020.
Le programme est la première série originale d'un service de streaming (toutes plateformes confondues) à aborder le sujet de la pandémie de Covid-19. C'est également la première série d'Apple à traiter du domaine médical, d'une crise sanitaire, de confinement et d'actualité, sans être une fiction.

### Tournage
La série se déroule dans le contexte très particulier du confinement, Oprah réalise alors des interviews via visioconférence avec un ou plusieurs intervenants, tels que des médecins, des infirmiers, des célébrités, des gens ayant potentiellement déjà fait face a de grosses crises, ou encore des personnalités religieuses, qui sont touchées ou non par le virus. Par exemple, Oprah Winfrey parlera avec l'acteur Idris Elba, sa femme Sabrina Dhowre, touchée par le virus, le pasteur Wintley Phipps, la journaliste Monica Maggioni ou encore le docteur Marco Vergano,,, afin de discuter du COVID-19, et du bouleversement que cette pandémie implique dans leur quotidien.
La série n'est disponible qu'en HD du fait qu'il s'agit simplement de l'enregistrement de la visioconférence, l'audio est uniquement en anglais, et les sous-titres sont eux disponibles dans de nombreuses langues, dont le français, mais furent mis en ligne plusieurs jours après la diffusion des épisodes ce qui est dû au temps de traduction.

### Sortie
La diffusion de la série débuta le 21 mars 2020 et s'acheva le 14 avril suivant, cependant, tous les sous-titres ne furent disponibles qu'à partir du 25 avril 2020,,.
Cette série fut la première d'Apple TV+ à ne pas avoir bénéficié de campagne de publicité avant sa sortie, ni d'annonce ou encore de rumeurs. Cependant elle a tout de même bénéficié d'une promotion sur les principaux réseaux sociaux après la sortie de chaque nouvel épisode par le biais des comptes officiels Apple TV, et de ceux d'Oprah Winfrey (présentatrice de la série).
En revanche, la série ne fut pas mis en avant sur les application TV en France, notamment à cause de l'absence des sous-titres à la sortie des épisodes.
Depuis sa sortie, la série est mise à la disposition de tout le public car il n'est pas nécessaire d'être abonné à Apple TV+ pour regarder le programme.

## Épisodes (2020)
Tous les épisodes de la série furent mis en ligne entre le 21 mars 2020 et le 14 avril suivant, cependant, tous les sous-titres ne furent disponibles qu'à partir du 25 avril 2020.
| #  | Titre français                                | Titre d'origine (anglais)                      | Date de sortie de l'épisode | Invité (e) (s)                                | Durée      | Sortie des sous-titres |
| -- | --------------------------------------------- | ---------------------------------------------- | --------------------------- | --------------------------------------------- | ---------- | ---------------------- |
| 1  | Idris Elba et Sabrina Dhowre                  | Idris Elba and Sabrina Dhowre                  | 21 mars 2020                | - Idris Elba - Sabrina Dhowre                 | 30 minutes | 29 mars 2020           |
| 2  | Le Pasteur Wintley Phipps                     | Breathing Space                                | 22 mars 2020                | - Pasteur Wintley Phipps                      | 21 minutes | 29 mars 2020           |
| 3  | Monica Maggioni et le Dr. Marco Vergano       | Monica Maggioni and Dr. Marco Vergano          | 25 mars 2020                | - Monica Maggioni - Dr. Marco Vergano         | 18 minutes | 3 avril 2020           |
| 4  | DJ D-Nice                                     | DJ D-Nice                                      | 25 mars 2020                | - DJ D-Nice                                   | 18 minutes | 3 avril 2020           |
| 5  | Anthony Ray Hinton                            | Anthony Ray Hinton                             | 29 mars 2020                | - Anthony Ray Hinton                          | 18 minutes | 8 avril 2020           |
| 6  | Dr. Edith Eva Eger                            | Dr. Edith Eva Eger                             | 30 mars 2020                | - Dr. Edith Eva Eger                          | 18 minutes | 8 avril 2020           |
| 7  | Chef José Andrés et Claire Babineaux-Fontenot | Chef José Andrés and Claire Babineaux-Fontenot | 2 avril 2020                | - José Andrés - Claire Babineaux-Fontenot     | 15 minutes | 8 avril 2020           |
| 8  | Dr. Jon Kabat-Zinn                            | Dr. Jon Kabat-Zinn                             | 5 avril 2020                | - Dr. Jon Kabat-Zinn                          | 22 minutes | 8 avril 2020           |
| 9  | Emily Fawcett, Xenia Greene et Idara Inokon   | Emily Fawcett, Xenia Greene & Idara Inokon     | 8 avril 2020                | - Emily Fawcett - Xenia Greene - Idara Inokon | 27 minutes | 16 avril 2020          |
| 10 | Amy Finnegan et Donnella James                | Amy Finnegan and Donnella James                | 8 avril 2020                | - Amy Finnegan - Donnella James               | 22 minutes | 16 avril 2020          |
| 11 | Dr. Bruce Perry                               | Dr. Bruce Perry                                | 10 avril 2020               | - Dr. Bruce Perry                             | 16 minutes | 21 avril 2020          |
| 12 | Shaka Senghor                                 | Shaka Senghor                                  | 10 avril 2020               | - Shaka Senghor                               | 16 minutes | 21 avril 2020          |
| 13 | Un impact mortel sur l'Amérique noire         | The Deadly Impact on Black America             | 14 avril 2020               | Nombreux intervenants                         | 45 minutes | 25 avril 2020          |